# Раґа
Ра́ґа (санскр. राग, rāga, «колір, настрій, пристрасть, ерос»; кит.: 愛欲; піньїнь: àiyù; яп. 愛欲, あいよく)
1. кохання в індуїзмі. Одна з чотирьох великих цілей життя поряд користю арутою, законом дгармою та визволенням мокшею.
2. гріховна пристрасть, плотська втіха, кохання або пожадання в буддизмі та джайнізмі.
3. музичні лади, що використовуються в індійській класичній музиці, серія з п'яти або більше нот, на яких будується мелодія. Традиційно раги прив'язані до різних сезонів або часу доби. Це основне поняття індійської класичної традиційної музики, що виражає взаємозв'язок природних, емоційно-психологічних та музичних законів в мелодії та тоні з характерно вираженим емоційним забарвленням, яке є основою для музичної імпровізації.　Крім чоловічого терміна «раґа» використовується і жіночий, «раґіні».